# Bikur Ha-Tizmoret
Bikur Ha-Tizmoret (hebraico:ביקור התזמורת - inglês:The Band's Visit - francês:La Visite de la fanfare - português:A Banda [br] ou A Visita da Banda [pt]) é um filme co-produzido por Israel, França e Estados Unidos. Lançado em 2007, o filme foi dirigido por Eran Kolirin, sendo do gênero Drama/Comédia.
A Banda foi premiado com o Prêmio Ophir de melhor filme na Academia de Cinema de Israel, entre outros prêmios e indicações em festivais internacionais.

## Sinopse
Uma banda de integrantes árabes da polícia do Egito se perde em território israelense, provocando receios, desconfiança e cenas inusitadas entre árabes e judeus.